# Hobart Bosworth
Hobart Bosworth (ur. 11 sierpnia 1867, zm. 30 grudnia 1943) – amerykański reżyser, scenarzysta, producent filmowy i aktor.

## Filmografia
producent
- 1913: The Sea Wolf
- 1914: Martin Eden
- 1915: Betty in Search of a Thrill

scenarzysta
- 1911: Evangeline
- 1912: The Hobo
- 1913: The Sea Wolf

reżyser
- 1911: Stability vs. Nobility
- 1911: Evangeline
- 1912: Bunkie
- 1914: Martin Eden

aktor
- 1908: The Count of Monte Cristo jako Edmund Dantes
- 1908: Dr. Jekyll and Mr. Hyde jako Dr. Jekyll / Mr. Hyde
- 1910: A Tale of the Sea
- 1912: Harbor Island jako Hardin Cole
- 1917: Joan the Woman jako Gen. La Hire
- 1923: W pałacu królewskim jako Mendoza
- 1926: Wielka parada
- 1928: Władczyni miłości jako sir Morton Holderness
- 1933: Arystokracja podziemi jako Gubernator
- 1942: The Gay Sisters jako Pastor na weselu

## Wyróżnienia
Posiada swoją gwiazdę na Hollywoodzkiej Alei Gwiazd.